# 森喜弘
森 喜弘（もり よしひろ、1938年〈昭和13年〉 ‐ ）は、日本のテレビ映画・ドラマの撮影技師。福島県出身。

## 経歴
小学4年前後から油絵を始めたが、「絵では食えない」と思い、映画を志す。特撮美術監督の渡辺明が親の知人であった縁で、1959年に東宝の特技課撮影部に契約者で入り、『潜水艦イ-57降伏せず』『日本誕生』『ハワイ・ミッドウェイ大海空戦 太平洋の嵐』『モスラ』などで撮影助手を務める。『モスラ』の途中で東宝を辞め、東映、宣弘社を経てフリーとなる。『ウルトラQ』や『ウルトラマン』の撮影助手を経て『快獣ブースカ』でカメラマンとなり、以後多くの特撮テレビ映画で撮影技師を務める。
本編班にも特撮班にも関わったが、画角が固定される特撮に比べて、本編撮影のほうが情感や情景を多角的に捉えることができ、「カメラで“絵を描く”ならこっちだ」と思い、大人向けの文芸ものドラマに携わる。だが、特撮番組をやっていたということで、「ジャリ番（子供番組）の森」というあだ名がついており、そのレッテルを剥がすのに苦労したという。
『天皇の世紀』では第1話『黒船渡来』の特技撮影に携わり、東宝の大プールで黒船シェークエンスを撮っている。このときは円谷英二の“遺産”ともいうべき大プールの波起こし機が大いに役立ったという。
近年は『十津川警部シリーズ』などの2時間ドラマに多く携わっている。

## 主な作品

### テレビ作品
- ウルトラシリーズ
  - ウルトラQ 第23話[3]（TBS 1966年）
  - ウルトラマン（TBS 1966年） - 特技撮影
  - ウルトラマンタロウ（TBS 1973年 - 1974年）
- 快獣ブースカ（NTV 1966年 - 1967年）[2]
- マイティジャック（CX 1968年）[2]
- 怪奇大作戦（TBS 1968年 - 1969年）
- 天皇の世紀（ABC 1971年） - 第1話特技撮影[2]
- ワイルド7（NTV 1972年 - 1973年）
- 恐怖劇場アンバランス（CX 1973年）
- 放浪記（TBS 1974年）
- SFドラマ 猿の軍団（TBS 1974年 - 1975年）
- それ行け!カッチン（TBS 1975年 - 1976年）
- 秘密戦隊ゴレンジャー（NET 1975年 - 1977年）
- 宇宙鉄人キョーダイン（MBS 1976年 - 1977年）
- 大都会 PARTII（NTV 1977年） - 第3話空中撮影
- 達磨大助事件帳（ANB 1977年 - 1978年）
- 若さま侍捕物帳（ANB 1978年）
- ふしぎ犬トントン（CX 1978年 - 1979年）
- メガロマン（CX 1979年）
- ザ・サスペンス 黄色の誘惑（TBS 1983年）
- 土曜ワイド劇場
  - 東京原宿ハウスマヌカン連続殺人（ABC 1987年）
  - 伊豆天城峠殺人交差（ANB 1992年）
- 火曜サスペンス劇場 殺意の爪（NTV 1989年）
- 電脳警察サイバーコップ（NTV 1988年 - 1989年）
- ビートたけしの痛快時代劇 なめくじ長屋捕物さわぎ（TBS 1990年）
- 十津川警部シリーズ (渡瀬恒彦)（TBS 1992年 -）
森喜弘の参加は『上野駅殺人事件』（1993年）から
- 女と愛とミステリー 昆虫巡査・向坊一美の事件日誌（TX 2002年）

### オリジナルビデオ作品
- 国連情報監視団 殺戮天使（エンジェルターゲット）（1991年）
- 稲川淳二のホラー・ビデオ パンドラの箱（1992年）
- 会社の怪談 オフィス・ホラー・ストーリー（1997年）
- 会社の怪談2 オフィス・ホラー・ストーリー（1997年）

### 博展映像作品
- ウルトラマン・ウルトラセブン モーレツ大怪獣戦（1969年 サークロラマ劇場）